# Sven Ohlsson (zapaśnik)
Sven Johan August Ohlsson (ur. 25 lutego 1886, zm. 27 kwietnia 1961) – szwedzki zapaśnik walczący w stylu klasycznym. Dwukrotny olimpijczyk. Zajął 26. miejsce w Sztokholmie 1912 i dziesiąte w Antwerpii 1920. Walczył w wadze średniej i półciężkiej.

## Letnie Igrzyska Olimpijskie 1912
| Konkurencja          | Rundy eliminacyjne | Rundy eliminacyjne   | Klas. końcowa |
| Konkurencja          | Przeciwnik I       | Przeciwnik II        | Miejsce       |
| -------------------- | ------------------ | -------------------- | ------------- |
| 75 kg styl klasyczny | Jan Sint (NED) P   | Árpád Miskey (HUN) P | 26.           |

## Letnie Igrzyska Olimpijskie 1920
| Konkurencja            | Rundy eliminacyjne      | Rundy eliminacyjne    | Klas. końcowa |
| Konkurencja            | Przeciwnik I            | Przeciwnik II         | Miejsce       |
| ---------------------- | ----------------------- | --------------------- | ------------- |
| 82,5 kg styl klasyczny | Marcel Douvinet (FRA) Z | Frank Maichle (USA) P | 10.           |